# Зевин, Геннадий Иванович
Геннадий Иванович Зе́вин (1912 - 1989) - конструктор ракетной техники.

## Биография
Родился в январе 1912 года в селе Елбань (сейчас - Маслянинский район Новосибирской области).
Окончил Московский Станкоинструментальный институт, специальность инженер - механик.
Участник войны, получил ранение.
Работал в организации, которая носила названия Отдел НИИ-10 НКСП, Отдел НИИ-10 МСП, НИИ-944, НИИ прикладной механики.
Начальник лаборатории. Разработчик электроэлементов и механизмов (электромагнитов, электромагнитных муфт, шаговых двигателей, электромагнитных порошковых тормозов, электрических двигателей с волновым ротором), которые применялись в гироприборах изделий Р-1, Р-2, Р-16, Р-36, УР-100. Изобретатель.

## Награды и премии
- Сталинская премия третьей степени (1951) - за разработку новой аппаратуры (РЛС «Гюйс-2», «Риф», «Зарница», «Флаг» и «Нептун»).
- Орден Отечественной войны, Орден «Знак Почёта», Медаль «За трудовую доблесть».